# Australasian Bosdog
Australasian Bosdog (Australian Bulldog) är en hundras från Australien. Rasen började avlas fram under början av 1990-talet då hanhundar av engelsk bulldogg korsades med blandrastikar. I blandrastikarnas korsningar ingick bland andra boxer, mastiff och bullterrier. Senare korsades American Bulldog in. Rasen är inte erkänd av Fédération Cynologique Internationale (FCI), men den är erkänd av den australiska kennelklubben Australian National Kennel Council (ANKC).